# Vatroslav Lisinski
Vatroslav Lisinski, né le 8 juillet 1819 à Zagreb et mort le 31 mai 1854 dans cette même ville, est un compositeur croate.

## Biographie
Vatroslav Lisinski est né le 8 juillet 1819 à Zagreb, sous le nom d'Ignatius Fuchs. Il était le fils d'Andrija Fuchs, un boucher et commerçant, et d'Anka Kovačić. Il avait un demi-frère, Josip, et une sœur, Marija. Il a été baptisé à l'église Saint-Marc de Zagreb.
Il a fréquenté l'école primaire et le lycée classique à Zagreb, où il a montré un intérêt pour la musique. Il a appris le piano, le violon et le chant avec différents professeurs, dont Juraj Wisner-Morgenstern, qui lui a enseigné l'harmonie et le contrepoint.
Il a poursuivi ses études à l'Académie royale des sciences de Zagreb, où il a obtenu un diplôme de philosophie en 1840 et de droit en 1842. Il a travaillé comme greffier au bureau du ban de Croatie.
Il a été influencé par le mouvement illyrien, qui visait à promouvoir la culture et la langue croate. Il a changé son nom en Vatroslav Lisinski, qui signifie "fils du feu" en croate. Il a fondé la première société chorale illyrienne et a dirigé plusieurs concerts patriotiques.
Il a commencé à composer des chansons, des chorales, des pièces pour piano et des œuvres symphoniques. Il a été inspiré par le folklore croate, la musique classique européenne et l'orientalisme. Il a écrit sa première chanson, Iz Zagorja, en 1841, sur un poème de Pavao Štoos. Il a ensuite composé Prosto zrakom ptica leti, une chanson de salut à Ljudevit Gaj, le chef du mouvement illyrien.
Il est considéré comme le fondateur de la musique orchestrale croate et le premier compositeur d'opéra croate. Son œuvre la plus célèbre est Ljubav i zloba (L'amour et la malice), créée en 1846, qui est une histoire d'amour tragique sur fond de rivalité familiale. Le livret de cet opéra a été écrit par Josip Car et Dimitrija Demeter, sur une idée d'Alberto Štriga, un ami et chanteur amateur de Lisinski. La première de cet opéra a été un événement historique pour la culture croate, car elle a exprimé les idéaux illyriens et le sentiment national.
Lisinski a également composé une autre opéra, chef-d'œuvre Porin, qui n'a jamais été joué de son vivant. Il a achevé la composition de cet opéra en 1851, après avoir séjourné à Prague, où il a étudié l'orgue et la composition.
Lisinski est mort à Zagreb le 31 mai 1854, à l'âge de 34 ans, des suites d'une tuberculose. Il a été enterré au cimetière de Mirogoj. 
Une salle de concert à Zagreb, Koncertna dvorana Vatroslava Lisinskog a été nommée d'après lui.